# Ordem da Estrela Brilhante de Zanzibar

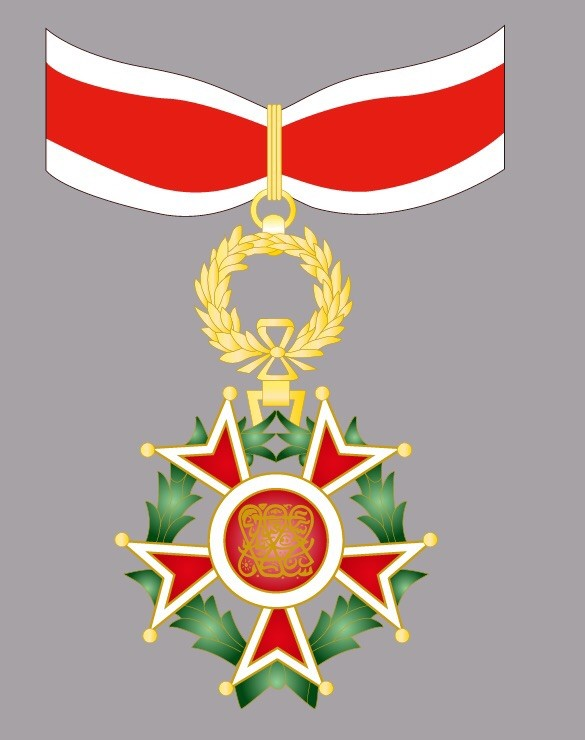
Ordem da Estreal Brilhante de Zanzibar

A Ordem da Estrela Brilhante de Zanzibar foi uma condecoração atribuída pelo Sultão de Zanzibar. Foi usada desde sua inserção em 22 de dezembro de 1875 até a deposição do Sultanato em 12 de janeiro de 1964. A condecoração possuía duas classes, a primeira na qual era geralmente atribuída a chefes de estados estrangeiros e a segunda que era subdividida em cinco classes hierárquicas. A segunda classe era a mais atribuída e era usada para recompensar aqueles que haviam prestado assistência ao Sultão.